# Carlos Diegues
Carlos Diegues, również Cacá Diegues (ur. 19 maja 1940 w Maceió, zm. 14 lutego 2025 w Rio de Janeiro) – brazylijski reżyser, scenarzysta i producent filmowy. Współinicjator ruchu Cinema Novo.
Jego filmy Bye Bye Brasil (1980), Quilombo (1984) oraz Um Trem para as Estrelas (1987) brały udział w Festiwalu Filmowym w Cannes. Sam reżyser kilkukrotnie zasiadał w jury canneńskiego festiwalu. Wyreżyserował filmy Xica da Silva (1976), Dias Melhores Virão (1990) oraz O Maior Amor do Mundo (2006). W 2010 wyprodukował 5 x Favela, Agora por Nós Mesmos, popularny projekt w całości napisany i wyreżyserowany przez młodych twórców filmowych mieszkających w slumsach Rio de Janeiro. Wielki Mistyczny Cyrk (2018), jego najnowszy film, miał premierę w ramach pokazów specjalnych podczas 71. Międzynarodowego Festiwalu Filmowego w Cannes.
Od 1982 roku był żonaty z Renatą Marią de Almeida Magalhães, którą miał jedno dziecko. Jego pierwszą żoną była Nara Leão.

## Życiorys
Urodził się 19 maja 1940 roku w Maceió, stolicy stanu Alagoas w Regionie Północno-Wschodnim Brazylii. Gdy miał 6 lat, jego rodzina przeprowadziła się do Rio de Janeiro i zamieszkała w dzielnicy Botafogo. Tam spędził dzieciństwo i młodość. Uczył się w jezuickim Colégio Santo Inácio, a następnie studiował prawo na Pontifícia Universidade Católica (PUC) w Rio de Janeiro. W tamtym czasie nie było w Brazylii szkół filmowych. Podczas studiów był przewodniczącym samorządu studentów, założył klub filmowy i był redaktorem studenckiego dziennika „O Metropolitano”.
Był jednym z liderów ruchu Cinema Novo, wraz z Glauberem Rochą, Leonem Hirszmanem, Paulem Cesarem Saracenim, Joaquimem Pedrem de Andrade i innymi. Jego pierwszymi dziełami były filmy krótkometrażowe, wśród których Domingo był jednym z pierwszych dzieł nowego ruchu. Pierwszym profesjonalnym dziełem Dieguesa był odcinek filmu 5 x Favela pt. Escola de Samba Alegria de Viver. Pozostałe odcinki tej serii były nakręcone przez innych młodych twórców.
W okresie panowania w Brazylii reżimu wojskowego w latach 1964–1985, nakręcił swoje trzy pierwsze filmy pełnometrażowe: Ganga Zumba (1964), A Grande Cidade (1966) i Os Herdeiros (1969). Pracował również jako dziennikarz, krytyk oraz eseista w Brazylii i za granicą. W 1969 roku z powodu dyktatury wyjechał z żoną Narą Leão do Włoch, a potem do Francji. W Paryżu urodziła się jego córka Isabel, również związana z kinem. Po powrocie do Brazylii nakręcił takie filmy jak Quando o Carnaval Chegar (1972) i Joanna Francesa (1973), jednak największym sukcesem okazał się film Xica da Silva (1976).
Pod koniec panowania reżimu, wyreżyserował Chuvas de Verão (1978) i Bye Bye Brasil (1980). W 1981, jako uznany na świecie reżyser, zasiadał w jury konkursu głównego na 34. MFF w Cannes. Wcześniej tego zaszczytu dostąpił tylko jeden Brazylijczyk – poeta Vinicius de Moraes. Potem członkami jury zostali również Jorge Amado, Sonia Braga i Héctor Babenco.
W czasie prezydentury Fernando Collora de Melo (1990–1992), kinematografia brazylijska podupadła, produkując zaledwie kilka filmów rocznie. Carlos Diegues próbował przetrwać ten trudny okres, nawiązując współpracę z TV Cultura, a także pracując przy produkcji reklam, wideoklipów i filmów dokumentalnych.
W kolejnych latach powstały jego filmy, oparte na wielkich dziełach brazylijskiej literatury: Tieta do Agreste (1996), Orfeu (1999) i Deus é Brasileiro (2002). W 2006 roku wyreżyserował pierwszy film, do którego również sam napisał scenariusz – O Maior Amor do Mundo. W tym samym roku we współpracy z Rafaelem Dragaudem powstał też film dokumentalny Nenhum motivo explica a guerra, opowiadający historię zespołu AfroReggae.
Zasiadał w jury sekcji „Cinéfondation” na 63. MFF w Cannes (2010). Przewodniczył obradom jury Złotej Kamery na 65. MFF w Cannes (2012).

## Nagrody i odznaczenia
Nagrody i odznaczenia podane są za stroną internetową reżysera:
- Oficer Orderu Sztuki i Literatury
- Członek Cinémathèque Française
- Komandor Orderu Rio Branco (jedno z najwyższych odznaczeń państwowych w Brazylii)
- Medal Pedro Ernesto, przyznany przez Câmara de Vereadores do Rio de Janeiro (radę miejską Rio de Janeiro)

## Filmografia
- 2018 – Wielki Mistyczny Cyrk
- 2013 – Giovanni Improtta
- 2006 – O Maior Amor do Mundo
- 2003 – Deus É Brasileiro
- 2000 – Carnaval dos 500 anos (film krótkometrażowy)
- 1999 – Reveillon 2000 (film krótkometrażowy)
- 1999 – Orfeu
- 1997 – For All – O Trampolim da Vitória (jako aktor)
- 1996 – Tieta do Agreste
- 1994 – Veja Esta Canção
- 1990 – Exército de Um Homem Só (wideoklip zespołu Engenheiros do Hawaii)
- 1989 – Dias Melhores Virão
- 1987 – Um Trem para as Estrelas
- 1986 – Batalha do Transporte (film krótkometrażowy)
- 1985 – Batalha da Alimentação (film krótkometrażowy)
- 1984 – Quilombo
- 1979 – Bye Bye Brasil
- 1978 – Chuvas de Verão
- 1976 – Xica da Silva
- 1975 – Aníbal Machado (film krótkometrażowy)
- 1974 – Cinema Íris (film krótkometrażowy)
- 1973 – Joanna Francesa
- 1972 – Quando o Carnaval Chegar
- 1971 – Receita de Futebol (film krótkometrażowy)
- 1969 – Os Herdeiros
- 1967 – Oito Universitários (film krótkometrażowy)
- 1966 – A Grande Cidade
- 1965 – A Oitava Bienal (film krótkometrażowy)
- 1964 – Ganga Zumba
- 1962 – Cinco Vezes Favela (Odcinek: Escola de Samba Alegria de Viver)
- 1961 – Domingo (film krótkometrażowy)
- 1960 – Brasília (film krótkometrażowy)
- 1959 – Fuga (film krótkometrażowy)

## Nagrody i wyróżnienia filmowe
Nagrody i wyróżnienia filmowe podane są za IMDb:
| Rok  | Festiwal                                              | Film                     | Nagroda                                              | Wynik     |
| ---- | ----------------------------------------------------- | ------------------------ | ---------------------------------------------------- | --------- |
| 1974 | Associação Paulista de Críticos de Arte               | Joanna Francesa          | APCA – najlepszy scenariusz oryginalny               | Nagroda   |
| 1976 | Festival de Brasília                                  | Xica da Silva            | Troféu Candango – najlepszy film i najlepszy reżyser | Nagroda   |
| 1977 | SESC Film Festival                                    | Xica da Silva            | Nagroda krytyków – najlepszy film                    | Nagroda   |
| 1978 | Festival de Cine Iberoamericano de Huelva             | Chuvas de Verão          | Colón de Oro                                         | Nagroda   |
| 1980 | Festiwal Filmowy w Cannes                             | Bye Bye Brasil           | Złota Palma                                          | Nominacja |
| 1981 | SESC Film Festival                                    | Bye Bye Brasil           | Nagroda Publiczności                                 | Nagroda   |
| 1981 | Telluride Film Festival                               | –                        | Silver Medallion – nagroda dla reżysera              | Nagroda   |
| 1984 | Festiwal Filmowy w Cannes                             | Quilombo                 | Złota Palma                                          | Nominacja |
| 1987 | Festiwal Filmowy w Cannes                             | Um Trem Para As Estrelas | Złota Palma                                          | Nominacja |
| 1991 | Międzynarodowy Festiwal Filmowy w Cartagena de Indias | Dias Melhores Virão      | Najlepszy scenariusz                                 | Nagroda   |
| 1994 | Havana Film Festival                                  | Veja Esta Canção         | Najlepszy reżyser                                    | Nagroda   |
| 1996 | Międzynarodowy Festiwal Filmowy w San Sebastián       | Tieta do Agreste         | Złota Muszla                                         | Nominacja |
| 1999 | Międzynarodowy Festiwal Filmowy w San Sebastián       | Orfeu                    | Złota Muszla                                         | Nominacja |
| 1997 | Taos Talking Pictures Film Festival                   | –                        | Cineaste Award                                       | Nagroda   |
| 2000 | Międzynarodowy Festiwal Filmowy w Cartagena de Indias | Orfeu                    | Najlepszy film                                       | Nagroda   |
| 2000 | Grande Prêmio do Cinema Brasileiro                    | Orfeu                    | Najlepszy reżyser Najlepsza wersja kinowa            | Nominacja |
| 2000 | Miami Film Festival                                   | –                        | Golden Reel Award                                    | Nagroda   |
| 2003 | Festival de Gramado                                   | –                        | Troféu Eduardo Abelin                                | Nagroda   |
| 2003 | Tokyo International Film Festival                     | Deus é Brasileiro        | Tokyo Grand Prix                                     | Nominacja |
| 2006 | Prêmio Qualidade Brasil                               | O Maior Amor do Mundo    | Najlepszy reżyser                                    | Nominacja |
| 2006 | Festiwal Filmowy w Montrealu                          | O Maior Amor do Mundo    | Grand Prix des Amériques                             | Nagroda   |
| 2007 | Prêmio ACIE de Cinema                                 | O Maior Amor do Mundo    | Najlepszy film                                       | Nominacja |
| 2007 | Międzynarodowy Festiwal Filmowy w Mar del Plata       | O Maior Amor do Mundo    | Nagroda specjalna                                    | Nagroda   |
| 2007 | Międzynarodowy Festiwal Filmowy w Mar del Plata       | O Maior Amor do Mundo    | Najlepszy film                                       | Nominacja |
| 2007 | Paris Brazilian Film Festival                         | O Maior Amor do Mundo    | Najlepszy film                                       | Nagroda   |
| 2011 | Prêmio ACIE de Cinema                                 | –                        | Nagroda specjalna                                    | Nagroda   |
| 2012 | Grande Prêmio do Cinema Brasileiro                    | –                        | Nagroda specjalna                                    | Nagroda   |
| 2012 | Recife Cine PE Audiovisual Festival                   | –                        | Nagroda specjalna                                    | Nagroda   |
| 2014 | Paulínia Film Festival                                | –                        | Nagroda specjalna                                    | Nagroda   |
| 2018 | Warszawski Międzynarodowy Festiwal Filmowy            | Wielki Mistyczny Cyrk    | Odkrycie                                             | Nominacja |